# T. Harv Eker
T. Harv Eker là một là một doanh nhân, diễn giả tài năng với lý thuyết của ông về sự giàu có và động lực. Ông là tác giả của cuốn sách Bí mật tư duy triệu phú được tái bản nhiều lần tại Việt Nam.

## Thời thơ ấu
T. Harv Eker lớn lên ở Toronto. Bố mẹ ông là người châu Âu nhập cư, họ đến Bắc Mỹ sau chiến tranh thế giới lần thứ hai với toàn bộ tài sản với chỉ vỏn vẹn 30 đô la. Tuổi thơ nghèo khổ, Eker đã phải kiếm sống bằng nhiều việc như đi giao báo, bán kem, bán hàng ở các hội chợ, bán kem chống nắng ở bãi biển khi mới 13 tuổi. Đôi khi, ông hỏi xin tiền bố nhưng chẳng bao giờ nhận được. Sau khi tốt nghiệp trung học ông học 1 năm tại Đại học New York sau đó bỏ giữa chừng.
Những năm đầu thời thanh niên, Eker sống ở 5 thành phố khác nhau, trong đó có Lake Tahoe và Ft. Lauderdale. Ông làm rất nhiều công việc khác nhau với hơn mười hai ngành nghề. Là một người thông minh và đầy tham vọng, mục tiêu của Eker là thành công với chính công ty mình lập ra và trở thành triệu phú..

## Trở thành triệu phú
Sau những thất bại đầu tiên, T Harv Eker trở về sống bên cha mẹ. Vào một ngày, khi đang ở trong phòng hầm của nhà mình, người bạn giàu có của cha mình đi xuống gặp ông. Người đàn ông này cảm thấy tiếc cho Eker và ông nói với Eker về bí mật của những người giàu có: "Eker, khi bằng tuổi cháu, bác còn không làm được nhiều thứ như cháu. Tuy nhiên, mọi thứ đã thay đổi kể từ khi bác biết về những bí mật của người giàu. Và bây giờ, bác muốn kể lại cho cháu".
Chính câu chuyện của người bạn cha mình đã thay đổi cả cuộc đời của Eker sau này. Ông học được sự khác biệt trong suy nghĩ và cách cư xử của người giàu và người nghèo. Kể từ đó, ông bắt đầu suy nghĩ và nghiên cứu về hành vi của người giàu. Ông đã nhận ra lý do vì sao doanh nghiệp của ông lại thất bại. Thất bại của ông không phải là do lỗi của một đối tác vô trách nhiệm hay là sự thiếu may mắn trong kinh doanh mà thất bại đến từ chính cách nghĩ trước đây của ông. Ông đã luôn luôn lo lắng về tiền bạc. Đây là sai lầm phổ biến trong suy nghĩ của những người không có kế hoạch giữ tiền khôn ngoan.
Sau khi nhận ra vấn đề của mình, Eker luôn cố gắng suy nghĩ và làm theo cách của người giàu. Khi cảm thấy đã thực sự thấm nhuần được tư tưởng trên, ông bắt tay vào làm kinh doanh. Không có vốn, ông quyết định vay 2.000 đôla và mở một cửa hàng bán đồ thể thao. Thời gian này, ông quản lý cửa hàng theo cách của người giàu, cả trong nguyên tắc kinh doanh và trong suy nghĩ chiến lược.
Cuối cùng, ông đã đạt được thành công nhờ nguyên tắc trên. Chỉ trong vòng hai năm chuỗi cửa hàng của ông đã mở rộng thêm 10 chi nhánh. Sau đấy, ông đã bán 1 nửa cổ phần của mình cho Tập đoàn H. J. Heinz với giá 1,6 triệu đô và trở thành triệu phú như mong ước.
Tuy nhiên, chỉ không đầy 2 năm sau, toàn bộ số tiền của ông đã ra đi. Nguyên nhân do những khoản đầu tư sai lầm và chi tiêu không kiểm soát. Eker lại một lần nữa trở lại vạch xuất phát. Và chính tại thời điểm đó T. Harv Eker bắt đầu phát triển học thuyết về mối liên hệ giữa tinh thần và cảm xúc của con người với tiền bạc. Ông nhận ra rằng "nhiệt kế tài chính" - thước đo mức độ thành công tài chính, được cài đặt ở một con số nhất định trong mỗi người.
Khám phá sâu sắc của ông đó là bản kế hoạch tài chính trong tâm thức của mỗi người có thể được thay đổi được. Eker đã thiết lập lại bản kế hoạch tài chính của mình, nó giúp ông không chỉ đạt thành công mà còn tiếp tục duy trì, phát triển và trở thành triệu triệu phú.

## Tác giả
Eker là tác giả của cuốn sách bán chạy nhất "Bí Mật Tư Duy Triệu Phú" (Secret of Millionaire Mind)  và "Làm Giàu Nhanh" (Speed Wealth).

## Các lý thuyết
Ông đã phát triển nhiều khoá học như Tư duy Triệu Phú (Millionaire Mind Intensive), Tư duy đột phá của Doanh nhân Thành Công (Guerilla Business Man), Làm Chủ Tư Duy (Master Your Mind) và Huấn Luyên Nhà Huấn luyện (Train The Trainer). Ông cũng là người thiết kế và giảng dạy chương trình theo hình thức trại huấn luyện, Đào tạo Chiến binh khai sáng (Enlighted Warrior) nổi tiếng thế giới.
Một trong những chương trình nổi tiếng nhất của ông mang tên Tư duy 
Triệu phú (Millionaire Mind Intensive, viết tắt là MMI) đã giúp thay đổi
cuộc sống tài chính của hàng trăm ngàn người trên khắp thế giới.
Trong
cuốn sách của mình, Eker liệt kê 17 cách thức mà các kế hoạch chi tiết 
tài chính của những người giàu khác với người nghèo và tầng lớp trung 
lưu. Một
chủ đề được xác định trong sách này là loại bỏ các suy nghĩ đổ lỗi cho sự thất bại. Eker lập luận 
rằng: Người giàu tin "Tôi tạo ra cuộc sống của tôi", còn những người 
nghèo cho rằng "Cuộc sống sẽ tự nhiên đến với tôi."; người giàu tập trung vào các cơ hội trong khi người nghèo tập trung vào những trở ngại; và
những người giàu ngưỡng mộ những người giàu có và thành công khác trong
khi người dân nghèo ghen tị, bực tức trước những người thành công và giàu có.

## Thành công
Hiện T. Harv Eker là người sáng lập và là giám đốc Công ty 
Peak Potential Trainning, một trong những công ty đào tạo - nghiên cứu 
phát triển nhanh và mạnh nhất thế giới.
Mỗi khóa học của T.Harv Eker đã thu hút hơn hàng trăm nghìn người đến 
từ khắp nơi trên thế giới tham gia. Những bài diễn thuyết của ông đã góp
phần làm thay đổi cuộc sống tài chính của họ mãi mãi.

## Liên kết
- Website chính thức